# Фалопио
Фалопио (итал. Faloppio) је насеље у Италији у округу Комо, региону Ломбардија.
Према процени из 2011. у насељу је живело 3455 становника. Насеље се налази на надморској висини од 383 м.

## Становништво
Према резултатима пописа становништва 2011. у општини је живело 4.274 становника.
| 1936. | 1951. | 1961. | 1971. | 1981. | 1991. | 2001. | 2011. |
| ----- | ----- | ----- | ----- | ----- | ----- | ----- | ----- |
| 1.535 | 1.767 | 2.031 | 2.759 | 3.081 | 3.322 | 3.455 | 4.274 |